# Good Riddance (Time of Your Life)
«Good Riddance (Time of Your Life)» es una canción interpretada por la banda estadounidense de punk Green Day. Aunque fue escrita por el vocalista de la banda, Billie Joe Armstrong, justo después del lanzamiento de Dookie en 1994. La canción no fue publicada hasta 1997, en su quinto álbum de estudio Nimrod. Este fue lanzado como segundo sencillo de dicho álbum, en octubre de 1997. Una versión alternativa apareció como lado b en el sencillo Brain Stew/Jaded, es su versión alemana lanzada en 1995. En 1998 fue galardonada en los premios MTV Video Music Awards, como el Mejor Video Alternativo. Para enero de 2012, «Good Riddance (Time of Your Life)» llevaba vendidas 2 072 000 copias en Estados Unidos.

## Significado
Billie Joe Armstrong dijo en una entrevista en mayo del 2005 para la revista "Guitar Legends":
Cuando escribí Good Riddance, estaba terminando una relación con una chica que se llama Cinthya Sánchez y se mudaba a Samborondon en Ecuador, intentaba ser lo más comprensivo posible al respecto. Escribí la canción como una especie de "buen viaje" intentando no ser amargo, pero creo que la canción salió un poco amarga de todas formas... pensé que llamarla "time of your life" era demasiado frío para mi, por lo que tuve que pensar en algo un poco distinto.
En 1998 ganaron el premio al Mejor Video Alternativo en los MTV Video Music Awards. En ese mismo año esta canción aparece en el episodio final de la serie Seinfield. Además esta canción desde su lanzamiento es interpretada en los conciertos de Green Day como el tema de cierre de dichos espectáculos (tal y como se puede ver en los DVD en vivo "Bullet in a Bible" (2005) y "Awesome as F**k" (2010)). La canción es parte también de su DVD en vivo, Bullet in a Bible.

## Lista de canciones
| Sencillo en CD |                                                         |          |  |
| N.º            | Título                                                  | Duración |  |
| 1.             | «Good Riddance (Time of Your Life)» (Clean Album Remix) | 2:28     |  |
| 2.             | «Desensitized»                                          | 2:48     |  |
| 3.             | «Rotting»                                               | 2:52     |  |

| Sencillo en CD Reino Unido |                                                         |          |  |
| N.º                        | Título                                                  | Duración |  |
| 1.                         | «Good Riddance (Time of Your Life)» (Clean Album Remix) | 2:28     |  |
| 2.                         | «Suffocate»                                             | 2:54     |  |
| 3.                         | «You Lied»                                              | 2:26     |  |

| Sencillo en CD Australia |                                     |          |  |
| N.º                      | Título                              | Duración |  |
| 1.                       | «Good Riddance (Time of Your Life)» | 2:28     |  |
| 2.                       | «Rotting»                           | 2:52     |  |
| 3.                       | «Suffocate»                         | 2:54     |  |
| 4.                       | «You Lied»                          | 2:26     |  |

| Casete |                                                         |          |  |
| N.º    | Título                                                  | Duración |  |
| 1.     | «Good Riddance (Time of Your Life)» (Clean Album Remix) | 2:28     |  |
| 2.     | «Desensitized»                                          | 2:48     |  |

| CD Promocional |                                                     |          |  |
| N.º            | Título                                              | Duración |  |
| 1.             | «Good Riddance (Time of Your Life)» (Album Version) | 2:34     |  |
| 2.             | «Good Riddance (Time of Your Life)» (Radio Edit)    | 2:28     |  |

| CD Promocional Live |                                            |          |  |
| N.º                 | Título                                     | Duración |  |
| 1.                  | «Good Riddance (Time of Your Life)» (Live) | 2:08     |  |

## Posicionamiento en listas
| Listas (1998)                          | Mejor posición |
| -------------------------------------- | -------------- |
| UK Singles Chart                       | 11             |
| Australia Singles Chart                | 2              |
| Canadian RPM Singles Chart             | 5              |
| Canadian RPM Alternative 30            | 7              |
| New Zealand Singles Chart              | 40             |
| U.S. Billboard Hot Adult Top 40 Tracks | 11             |
| U.S. Billboard Top 40 Mainstream       | 13             |
| U.S. Billboard Mainstream Rock Tracks  | 7              |
| U.S. Billboard Modern Rock Tracks      | 2              |